# 宣妃
宣妃（17世纪—1736年9月12日），博爾濟吉特氏，康熙帝之妃。宣妃出自科尔沁左翼中旗，是科爾沁扎薩克達爾罕親王和塔之女，清世祖悼妃的侄女，孝莊文皇后的姪孫女，即她是康熙帝的表姐妹。烏珠穆沁和碩車臣親王素達尼之札薩克大福晉為其姐，即宣妃為烏朱木秦親王色登敦多布之姨子。

## 生平
生年不詳，其父和塔在康熙八年四月去世。
目前並不清楚博爾濟錦氏是在何時被康熙帝收為後宮主位。康熙十六年，已被封為貴格格（即貴人），享嬪級待遇。
康熙二十年，宮內分配一個專屬的正白旗內管領給博爾濟錦氏使用，與宜妃共用同一個內管領，同年宮內改為分配另一個專屬的正白旗內管領給博爾濟錦氏使用，與安嬪和僖嬪共用同一個內管領。康熙二十六年左右，晉封為妃級，稱為咸福宮格格。
康熙三十年五月初七日，馬齊等人的奏疏稱已故烏珠穆親王蘇達尼之妻（即宣妃之姐妹）選擇順附噶爾丹。馬齊等人建議革除蘇達尼之妻的封號，並且撤去所屬之人。康熙帝認為蘇達尼並未知情，於是從寬免革去親王之位，仍與伊子承襲，並同意革去蘇達尼之妻的封號。
康熙三十五年九月，阿巴亥鳥爾占噶喇布王之母到達京城宣化府，與延禧宮妃、翊坤宮妃、永和宮妃、咸福宮格格等人相會。
康熙三十六年，康熙帝位下有六位妃，分別是已被正式冊封的惠妃、宜妃、德妃和榮妃，以及尚未被正式冊封的佟佳氏和咸福宮格格。
康熙四十六年八月初七日，栢林寺銅鐘的助緣弟子包括「賢福宫信妃成蓮、老妃孃孃法諱圎通、信嬪二哥哥」。「賢福宫信妃成蓮」應指一位信奉佛教、法號或閏名為成蓮的咸福宮妃。
康熙五十七年（1718年）四月十九日，康熙帝諭禮部，稱王、阿哥等之母備位宮闈，年齡已經六十、五十、四十有餘，雖稱妃嬪，尚未受封，今封博爾濟錦氏為妃，同年十二月二十八日，正式冊封為宣妃。
宣妃在宮中奏摺中常被稱為憲妃 。乾隆元年八月初八日寅時，寧壽宮宣妃逝世。乾隆二年九月二十一日午時入葬景陵妃園寢 。 《內務府奏案》有乾隆二年三月二十四日起送「儀妃、顯妃金棺」的記載。